# Rochester (Nueva York)
Rochester ( /ˈrɒtʃɛstər,_-ɪs-/) es una ciudad en el estado estadounidense de Nueva York, la sede del condado de Monroe y la cuarta más poblada del estado después de la ciudad de Nueva York, Búfalo y Yonkers con una población de 211,328 en 2020. La ciudad de Rochester forma el núcleo de un área metropolitana más grande con una población de 1 millón de personas, en seis condados. La ciudad fue una de las primeras ciudades en auge de los Estados Unidos, inicialmente debido al fértil valle del río Genesee, que dio lugar a numerosos molinos harineros, y luego como un centro de fabricación, lo que estimuló un rápido crecimiento de la población.
Rochester saltó a la fama como el lugar de nacimiento y sede de algunas de las empresas más emblemáticas de Estados Unidos, en particular Eastman Kodak, Xerox y Bausch & Lomb (junto con Wegmans, Gannett, Paychex, Western Union, French's, Constellation Brands, Ragú y otras), por lo que la región se convirtió en un centro mundial de ciencia, tecnología e investigación y desarrollo. Este estado se ha visto favorecido por la presencia de varias universidades de renombre internacional (en particular, la Universidad de Rochester y el Instituto de Tecnología de Rochester) y sus programas de investigación; estas escuelas, junto con muchas otras universidades más pequeñas, han desempeñado un papel cada vez más importante en la economía de Greater Rochester. Rochester también ha jugado un papel clave en la historia de los Estados Unidos como centro de ciertos movimientos sociales / políticos importantes, especialmente el abolicionismo y el movimiento por los derechos de las mujeres.
Hoy, la economía de Rochester se define por la tecnología y la educación (con la ayuda de una fuerza laboral altamente educada, instituciones de investigación y otras fortalezas nacidas en el pasado). Si bien la ciudad experimentó una pérdida significativa de población como resultado de la desindustrialización, el fuerte crecimiento en los sectores de educación y salud impulsado por universidades de élite y el declive más lento de empresas fundamentales como Eastman Kodak y Xerox (en contraposición a la rápida caída de la industria pesada con empresas siderúrgicas en Búfalo y Pittsburgh) resultó en una contracción mucho menos severa que en la mayoría de las áreas metropolitanas de Rust Belt. El área metropolitana de Rochester es la tercera economía regional más grande de Nueva York, después del área metropolitana de la ciudad de Nueva York y el área metropolitana de Búfalo-Niagara Falls. El producto metropolitano bruto de Rochester es de 50.600 millones de dólares, por encima de los de Albany y Siracusa, pero por debajo del de Búfalo.
Rochester también es conocida por su cultura, en particular su cultura musical; Instituciones como la Eastman School of Music (considerada uno de los conservatorios más prestigiosos del mundo) y el Festival Internacional de Jazz de Rochester son el ancla de una industria musical vibrante, clasificada como una de las 10 mejores escenas musicales en Estados Unidos en términos de la concentración de músicos y negocios relacionados con la música. Es el sitio de múltiples festivales importantes cada año (como el Festival Lilac, el Festival de Jazz antes mencionado, el Festival Fringe de Rochester y otros que atraen a cientos de miles de asistentes cada uno) y alberga varios museos de fama mundial, como The Strong National Museum of Play y George Eastman Museum, la colección de fotografías más antigua del mundo y una de las más grandes.
El metro de Rochester tiene una alta calificación en términos de habitabilidad y calidad de vida y, a menudo, se considera uno de los mejores lugares en Estados Unidos para familias debido al bajo costo de vida y las escuelas públicas altamente calificadas. y una baja tasa de desempleo. Sin embargo, existe una gran división entre su componente del centro de la ciudad (que a veces ha tenido la tasa de pobreza infantil más alta de la nación) y sus suburbios del sur ricos y bien educados. Se considera una ciudad global, clasificada por la Red de Investigación de Globalización y Ciudades del Mundo como con estatus de suficiencia.

## Historia
La tribu Séneca de nativos americanos vivió en Rochester y sus alrededores hasta que perdió el derecho a la mayor parte de esta tierra en el Tratado de Big Tree en 1797. Se desconoce el asentamiento antes de la tribu Séneca.

### sigloXIX
El desarrollo de Rochester siguió a la Revolución de las Trece Colonias y la cesión forzada de su territorio por parte de los iroqueses después de la derrota de Gran Bretaña. Aliados con los británicos, cuatro grandes tribus iroquesas fueron expulsadas de Nueva York. Como recompensa por su lealtad a la Corona británica, se les otorgó una gran concesión de tierras en el Grand River en Canadá.

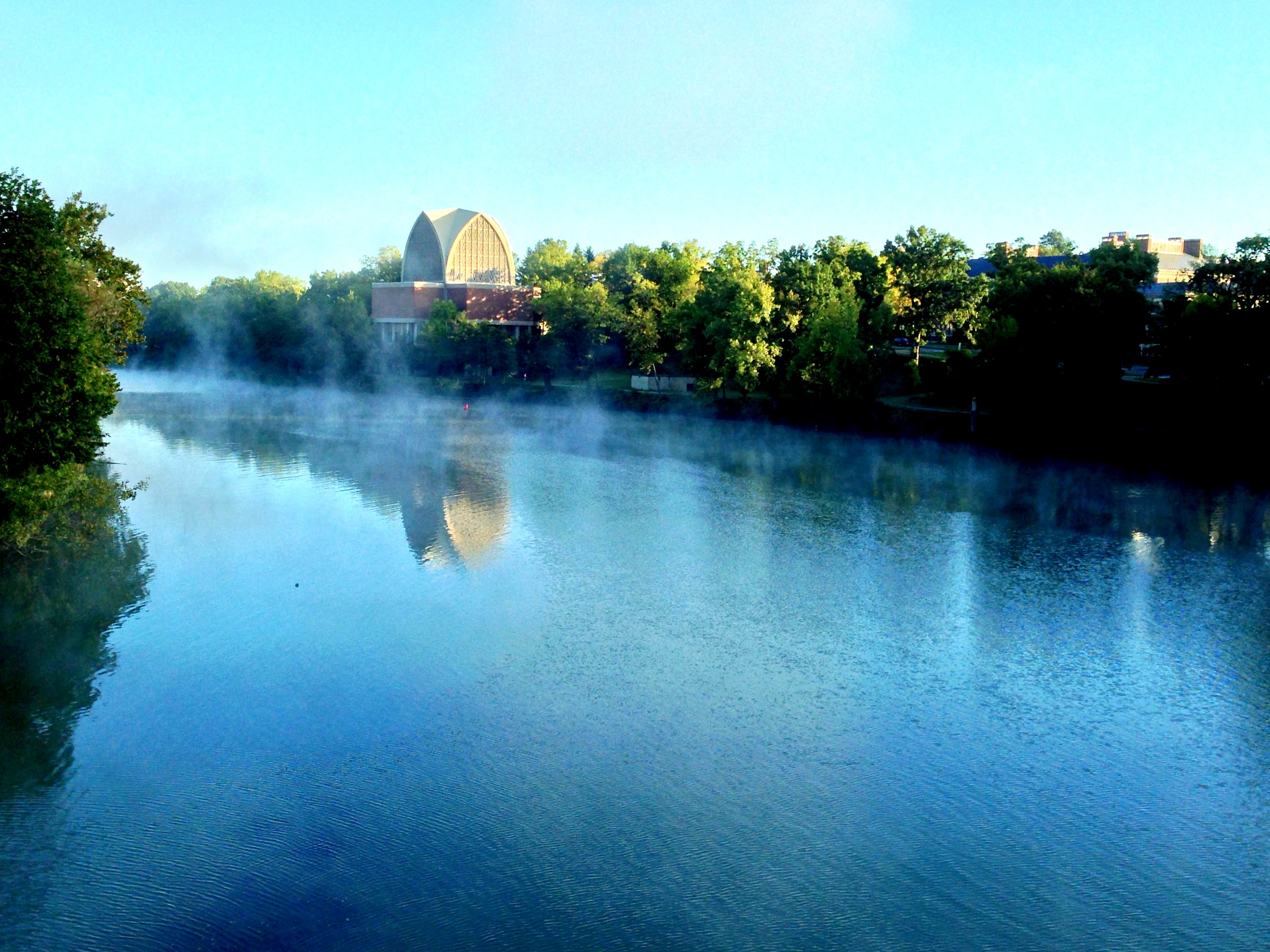
El río Genesee en 2013

Rochester fue fundada poco después de la Revolución Americana por una ola de inmigrantes de Nueva Inglaterra descendientes de puritanos ingleses que buscaban nuevas tierras agrícolas. Fueron el grupo cultural dominante en Rochester durante más de un siglo. El 8 de noviembre de 1803, el coronel Nathaniel Rochester, el mayor Charles Carroll y el coronel William Fitzhugh, Jr., todos de Hagerstown, Maryland, compraron un terreno de 40 ha del estado en el oeste de Nueva York a lo largo del río Genesee. Eligieron el sitio porque sus tres cataratas en Genesee ofrecían un gran potencial para la energía hidráulica. A partir de 1811, y con una población de 15, los tres fundadores inspeccionaron la tierra y trazaron calles y tramos. En 1817, los hermanos Brown y otros propietarios unieron sus tierras con el Hundred Acre Tract para formar el pueblo de Rochesterville.
En 1821, Rochesterville era la sede del condado de Monroe. En 1823, constaba de 1012 acres (4 km²) y 2.500 residentes, y el pueblo de Rochesterville se conoció como Rochester. También en 1823, se completó el acueducto del canal Erie sobre el río Genesee y se abrió el canal Erie al este del río Hudson. A principios del siglo XX, después de la llegada de los ferrocarriles, la presencia del canal en el centro de la ciudad fue un obstáculo; fue desviado al sur de Rochester en 1918 cuando se completó el Canal Barge. En 1830, la población de Rochester era de 9.200 habitantes y, en 1834, se volvió a convertir en ciudad.
Rochester se conoció primero como "el joven león del oeste", y luego como la "ciudad de la harina". En 1838, era la ciudad productora de harina más grande de los Estados Unidos. Habiendo duplicado su población en sólo 10 años, Rochester se convirtió en la primera boomtown de Estados Unidos.
En 1830-1831, Rochester experimentó uno de los movimientos de avivamiento protestante más grandes de la nación, dirigido por Charles Grandison Finney. El avivamiento inspiró otros avivamientos del Segundo Gran Despertar. Un pastor destacado de Nueva York, que se convirtió en las reuniones de Rochester, dio este relato de las reuniones de Finney allí: "Toda la comunidad se conmovió. La religión era el tema de conversación en la casa, en la tienda, en la oficina y en la calle. El único teatro de la ciudad se convirtió en un establo de librea; el único circo en una fábrica de jabón y velas. Las tiendas de grog estaban cerradas; el sábado fue honrado; los santuarios estaban atestados de adoradores felices; se dio un nuevo impulso a toda empresa filantrópica; se abrieron las fuentes de la benevolencia y los hombres vivieron para el bien".
A mediados del siglo XIX, cuando el centro de la industria de procesamiento de trigo se trasladó al oeste con la población y la agricultura, la ciudad se convirtió en el hogar de un negocio de viveros en expansión, lo que dio lugar al segundo apodo de la ciudad, la Ciudad de las Flores. Los viveros rodeaban la ciudad, el más famoso de los cuales fue iniciado en 1840 por inmigrantes Georg Ellwanger de Alemania y Patrick Barry de Irlanda.
En 1847, Frederick Douglass fundó el periódico abolicionista North Star en Rochester. Ex esclavo y orador y escritor antiesclavista, obtuvo una circulación de más de 4000 lectores en los Estados Unidos, Europa y el Caribe. North Star sirvió como foro de opiniones abolicionistas. La casa de Douglass se quemó en 1872, pero un marcador de ella está en Highland Park, en South Avenue.
Susan B. Anthony, líder nacional del movimiento por el sufragio femenino, era de Rochester. La Decimonovena Enmienda a la Constitución, en 1920, que garantizaba el derecho de las mujeres al voto, se conocía como la Enmienda Susan B. Anthony debido a su trabajo para su aprobación, que no vivió para verla. La casa de Anthony es un Monumento Histórico Nacional conocido como Museo y Casa Nacional Susan B. Anthony.
A finales del siglo XIX, la anarquista Emma Goldman vivió y trabajó en Rochester durante varios años, defendiendo la causa del trabajo en los talleres clandestinos de Rochester. Rochester también tuvo un malestar significativo en las protestas laborales, raciales y pacifistas.

Después de la Guerra Civil, Rochester tuvo una expansión de nuevas industrias a fines del siglo XIX, fundadas por migrantes a la ciudad, incluido el inventor y empresario George Eastman, quien fundó Eastman Kodak, y los inmigrantes alemanes John Jacob Bausch y Henry Lomb, quien lanzó Bausch. & Lomb en 1861. No solo crearon nuevas industrias, sino que Eastman también se convirtió en un importante filántropo, desarrollando y dotando a la Universidad de Rochester, su Eastman School of Music y otras instituciones locales.

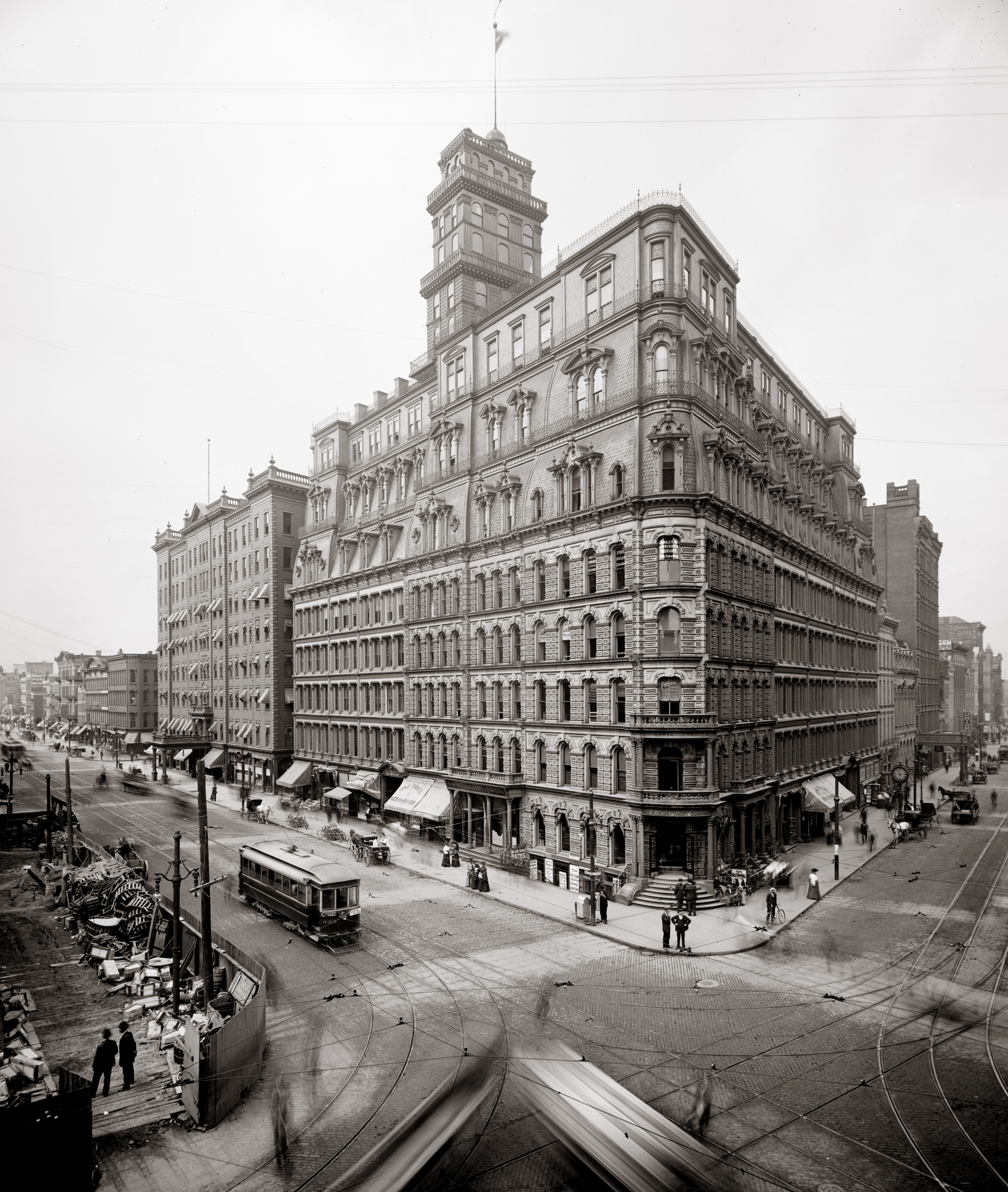
El Powers Building fue el más alto de Rochester en el momento de su construcción

### SigloXX
A principios del siglo XX, Rochester se convirtió en un centro de la industria de la confección, especialmente de la moda masculina. Fue la base de las tiendas de ropa Bond, Fashion Park Clothes, Hickey Freeman y Stein-Bloch and Co. El fabricante de carruajes James Cunningham and Sons fundó la pionera empresa de automóviles Cunningham.

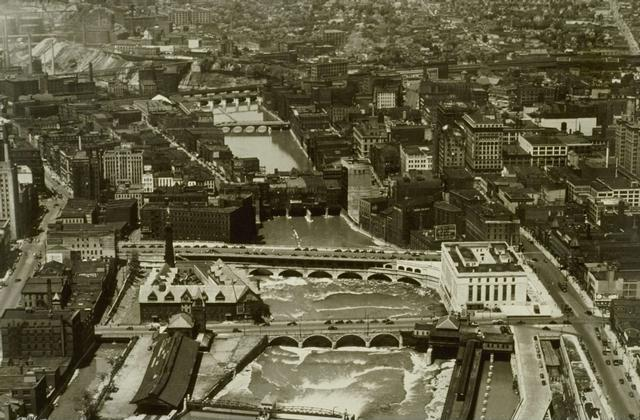
Rochester a finales de la década de 1930

La población negra de Rochester se triplicó a más de 25 000 durante la década de 1950. Empleados casualmente por las industrias icónicas de la ciudad, la mayoría de los afroamericanos en la ciudad tenían trabajos de baja calificación y salarios bajos, y vivían en viviendas deficientes. El descontento estalló en los disturbios raciales de 1964 en Rochester. Desencadenado por el intento de arresto de un hombre negro ebrio de 19 años en una fiesta callejera, el orden se restableció después de tres días, y solo después de que el gobernador Nelson Rockefeller llamó a la Guardia Nacional. Cuando terminó el disturbio, cinco personas habían muerto (cuatro en un accidente de helicóptero) y 350 resultaron heridos. Casi mil personas fueron arrestadas y 204 tiendas fueron saqueadas o dañadas.
A raíz de los disturbios, las iglesias del área de Rochester, junto con líderes negros de derechos civiles, invitaron a Saul Alinsky de la Industrial Areas Foundation para ayudar a la comunidad a organizarse. Con el reverendo Franklin Florence, que había sido cercano a Malcolm X, establecieron FIGHT (sigla en inglés de Libertad, Integración, Dios, Honor, Hoy), que logró presionar a Eastman Kodak para ayudar a abrir el empleo y la gobernanza de la ciudad.
La población llegó a 62 386 en 1870, 162 608 en 1900 y 295 750 en 1920. En 1950, la población había alcanzado un máximo de 332 488. En 1950, la Oficina del Censo informó que la población de Rochester era 97,6 % blanca y 2,3 % negra. Con la reestructuración industrial a fines del siglo XX y la disminución de la industria y los empleos en el área, para 2018, la población de la ciudad había disminuido a 206 284 (aunque el área metropolitana era considerablemente más grande) con un 46,58 % registrado como blanco y un 40.71% como negro. o afroamericano.

## Geografía

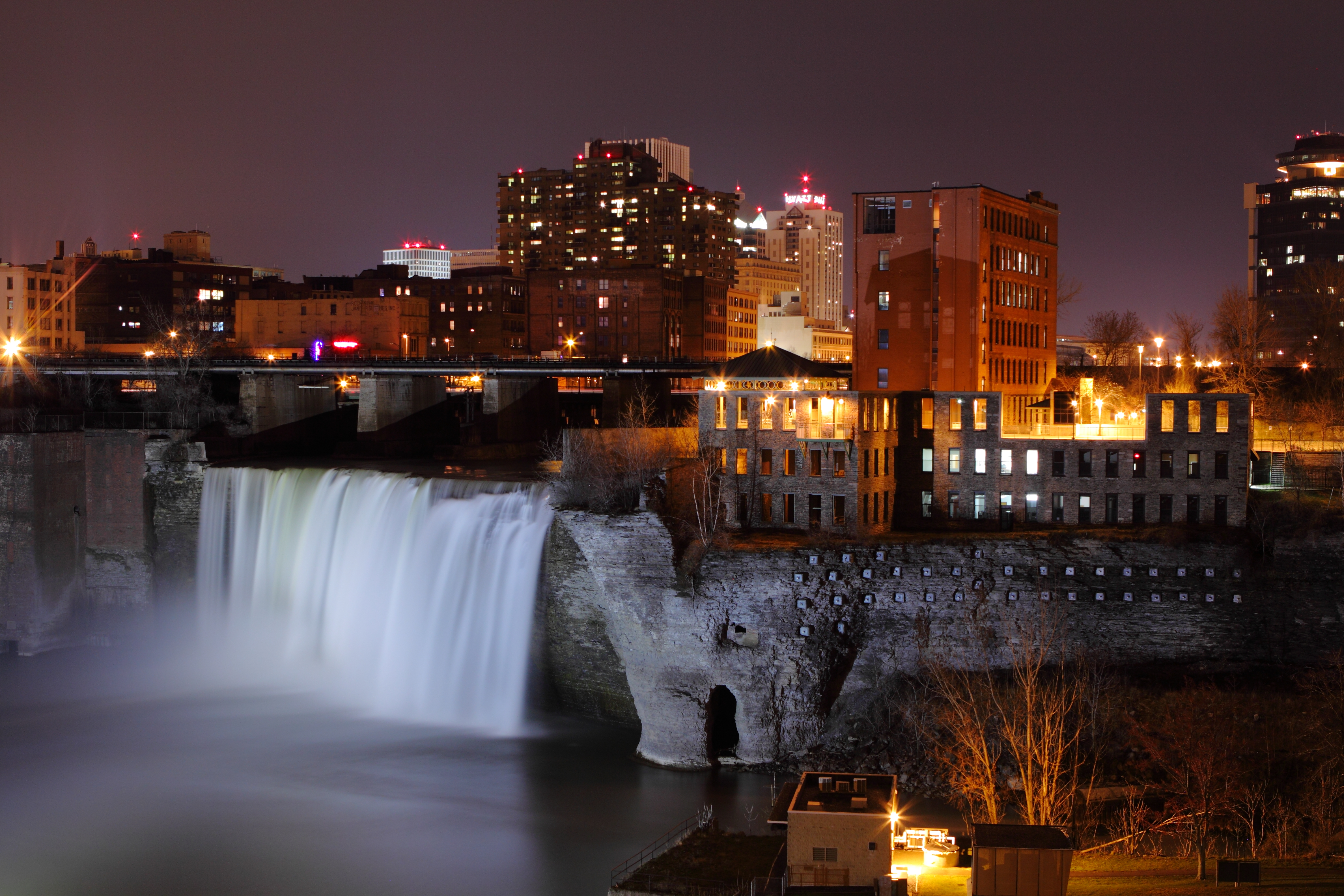
High Falls en 2009

Rochester se encuentra en el norte del estado de Nueva York. La ciudad está a 117 km al estenoreste de Búfalo y alrededor de 140 km al oeste de Siracusa. Albany, la capital del estado, se encuentra a 364 km al este; se encuentra en la orilla sur del lago Ontario. El río Genesee divide la ciudad en dos. Toronto, Ontario, Canadá, está 270 km al noroeste y Nueva York está a unos 402 km al sureste.
Según la Oficina del Censo de los Estados Unidos, la ciudad tiene un área total de 96 km², de los cuales 93 km² son tierra y 3 km² están cubiertos de agua (3,42%).
La geografía de Rochester la formaron las capas de hielo durante la época del Pleistoceno. Las capas de hielo en retirada se detuvieron en lo que ahora es el límite sur de la ciudad, derritiéndose al mismo ritmo que avanzaban, depositando sedimentos a lo largo del borde sur de la masa de hielo. Esto creó una línea de colinas, incluyendo (de oeste a este) Mt. Hope, las colinas de Highland Park, Pinnacle Hill y Cobb's Hill. Debido a que el sedimento de estas colinas se depositó en un lago proglacial, se estratifican y clasifican como un "delta kame". Un breve retroceso y avance de la capa de hielo sobre el delta depositó material no estratificado allí, creando una estructura híbrida rara llamada "kame morrena".
Las capas de hielo también crearon el lago Ontario (uno de los cinco Grandes Lagos de agua dulce), el río Genesee con sus cascadas y gargantas, la bahía Irondequoit, la bahía Sodus, la bahía Braddock, los estanques Mendon, numerosos arroyos y estanques locales, el Ridge y el cercano Finger Lakes.
Rochester tiene 864 km de vía pública, 941 km de acueductos, 44 puentes vehiculares y ocho peatonales, 11 bibliotecas públicas, dos comisarías (una para el este y otra para el oeste) y 15 cuarteles de bomberos. La principal fuente de agua es Hemlock Lake, que, con su cuenca, es propiedad del estado de Nueva York. Otras fuentes de agua incluyen el lago Canadice y el lago Ontario. El promedio anual de nevadas de 30 años está apenas por encima de los 100 plg (2,5 m). El promedio diario mensual oscila entre 24,7 grados Fahrenheit (−4,1 °C) en enero a 70,8 grados Fahrenheit (21,6 °C) en julio. La gran cantidad de nieve que recibe Rochester puede explicarse por la proximidad de la ciudad al lago Ontario (ver nieve con efecto de lago).

## Gobierno
El gobierno de la ciudad consiste de un alcalde y un consejo municipal compuesto de cuatro concejales elegidos por distrito y cinco más elegidos por la ciudad entera.

## Población
En el censo del año 2000, la ciudad registró una población de 219 773 habitantes. Se calcula que en 2007, la población disminuyó a 199 697. El área metropolitana (que consiste de los condados de Genesee, Livingston, Monroe, Ontario, Orleans y Wayne) tenía una población de 1 098 201 en el censo de 2000.

## Clima
| Parámetros climáticos promedio de Rochester, Nueva York (Greater Rochester Int'l), normales 1991–2020 normals, extremos 1871−presente | Parámetros climáticos promedio de Rochester, Nueva York (Greater Rochester Int'l), normales 1991–2020 normals, extremos 1871−presente | Parámetros climáticos promedio de Rochester, Nueva York (Greater Rochester Int'l), normales 1991–2020 normals, extremos 1871−presente | Parámetros climáticos promedio de Rochester, Nueva York (Greater Rochester Int'l), normales 1991–2020 normals, extremos 1871−presente | Parámetros climáticos promedio de Rochester, Nueva York (Greater Rochester Int'l), normales 1991–2020 normals, extremos 1871−presente | Parámetros climáticos promedio de Rochester, Nueva York (Greater Rochester Int'l), normales 1991–2020 normals, extremos 1871−presente | Parámetros climáticos promedio de Rochester, Nueva York (Greater Rochester Int'l), normales 1991–2020 normals, extremos 1871−presente | Parámetros climáticos promedio de Rochester, Nueva York (Greater Rochester Int'l), normales 1991–2020 normals, extremos 1871−presente | Parámetros climáticos promedio de Rochester, Nueva York (Greater Rochester Int'l), normales 1991–2020 normals, extremos 1871−presente | Parámetros climáticos promedio de Rochester, Nueva York (Greater Rochester Int'l), normales 1991–2020 normals, extremos 1871−presente | Parámetros climáticos promedio de Rochester, Nueva York (Greater Rochester Int'l), normales 1991–2020 normals, extremos 1871−presente | Parámetros climáticos promedio de Rochester, Nueva York (Greater Rochester Int'l), normales 1991–2020 normals, extremos 1871−presente | Parámetros climáticos promedio de Rochester, Nueva York (Greater Rochester Int'l), normales 1991–2020 normals, extremos 1871−presente | Parámetros climáticos promedio de Rochester, Nueva York (Greater Rochester Int'l), normales 1991–2020 normals, extremos 1871−presente |
| Mes | Ene. | Feb. | Mar. | Abr. | May. | Jun. | Jul. | Ago. | Sep. | Oct. | Nov. | Dic. | Anual |
| --- | --- | --- | --- | --- | --- | --- | --- | --- | --- | --- | --- | --- | --- |
| Temp. máx. abs. (°C) | 23.3 | 22.8 | 30 | 33.9 | 34.4 | 37.8 | 38.9 | 37.2 | 37.2 | 32.8 | 27.2 | 22.2 | 38.9 |
| Temp. máx. media (°C) | 0.8 | 1.8 | 6.4 | 13.1 | 20.8 | 25.5 | 28.1 | 26.9 | 23.1 | 16.2 | 9.5 | 3.6 | 14.7 |
| Temp. media (°C) | -3.2 | -2.6 | 1.8 | 8.2 | 14.9 | 19.8 | 22.4 | 21.5 | 17.6 | 11.2 | 5.3 | 0 | 9.7 |
| Temp. mín. media (°C) | -7.2 | -6.9 | -2.9 | 2.8 | 9 | 14.1 | 16.8 | 16.1 | 12 | 6.3 | 1.1 | -3.7 | 4.8 |
| Temp. mín. abs. (°C) | -27.2 | -30 | -22.8 | -13.9 | -3.3 | 1.7 | 5.6 | 2.2 | -2.2 | -7.2 | -17.2 | -26.7 | -30 |
| Precipitación total (mm) | 64.8 | 54.1 | 63.2 | 75.9 | 72.6 | 85.6 | 90.4 | 84.1 | 80.8 | 81.8 | 70.1 | 67.8 | 891.3 |
| Nevadas (cm) | 69.6 | 58.7 | 45.5 | 7.6 | 0.3 | 0 | 0 | 0 | 0 | 0.3 | 20.6 | 56.6 | 259.1 |
| Días de precipitaciones (≥ 0.2 mm) | 19.6 | 16.4 | 15.4 | 13.4 | 12.4 | 11.5 | 11.2 | 10.3 | 11.1 | 13.9 | 14.9 | 18.1 | 168.2 |
| Días de nevadas (≥ 0.2 cm) | 17.6 | 15.0 | 10.1 | 3.0 | 0.1 | 0.0 | 0.0 | 0.0 | 0.0 | 0.2 | 5.7 | 13.5 | 65.2 |
| Horas de sol | 108.3 | 118.1 | 177.7 | 216.5 | 266.5 | 297.6 | 314.4 | 273.4 | 212.3 | 154.4 | 81.5 | 77.5 | 2298.2 |
| Humedad relativa (%) | 74.0 | 74.1 | 71.0 | 67.0 | 67.2 | 69.4 | 69.7 | 74.3 | 76.8 | 74.5 | 76.3 | 77.5 | 72.6 |
| Fuente: NOAA (humedad y horas de sol 1961–1990)                                                                                       | | | | | | | | | | | | | |

## Deporte
| Equipo              | Deporte | Competición | Estadio        | Capacidad |
| Rochester Red Wings | Béisbol | IL          | Frontier Field | 10.868    |

## Paisaje urbano

### Suburbios principales

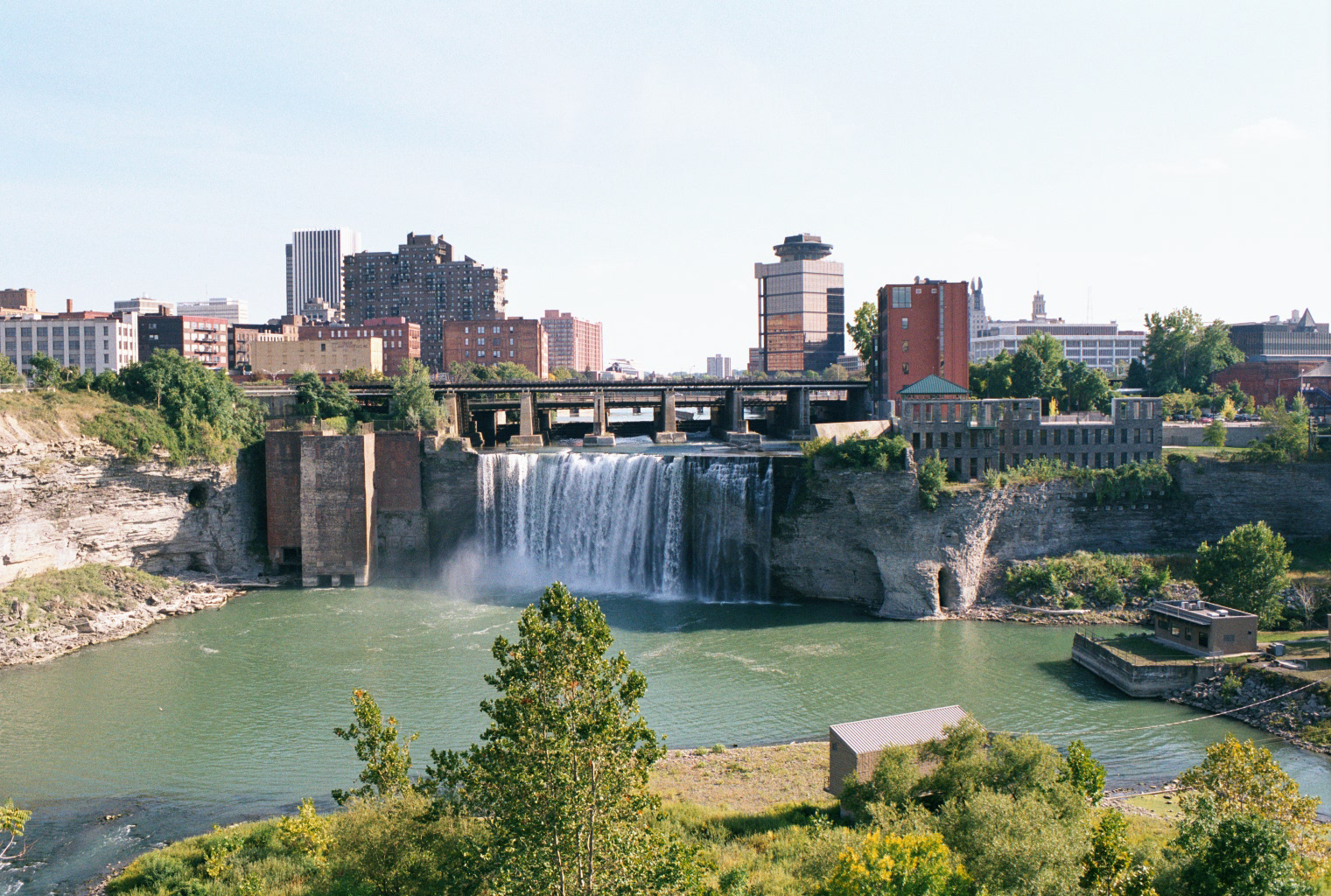
Rochester.

Los suburbios principales de la ciudad incluyen:
- Brighton
- Brockport
- Chili
- East Rochester
- Fairport
- Gates
- Greece
- Henrietta
- Hilton
- Irondequoit
- Penfield
- Pittsford
- Spencerport
- Victor
- Webster

### Barrios
Rochester tiene un número de barrios, igual que comunidades populares en los suburbios cercanos de Brighton, Irondequoit, y Greece. Entre las comunidades reconocidas oficialmente están: el 19th Ward, la comunidad 14621, Barnard, Beechwood, Browncroft, el distrito Cascade, Cobbs Hill, Charlotte, Corn Hill, Dewey, Dutchtown, Edgerton, German Village, Grove Place, el distrito High Falls, Lyell-Otis, Maplewood, Marketview Heights, Mount Read, Park Avenue, Plymouth-Exchange, Southwest, East End, South Wedge, Swillburg, University-Atlantic y Upper Monroe.

## Educación
El Distrito Escolar de la Comunidad de Rochester gestiona las escuelas públicas de la ciudad.

## Personas destacadas
Nacido en Rochester, el famoso cantante y compositor de rock Lou Gramm (nacido Louis Andrew Grammatico, el 2 de mayo de 1950) ha sido la voz carismática de diversos grupos, entre los que hay que destacar a Foreigner, con el que alcanzó la fama internacional. Además, ha sido solista de otras agrupaciones como Shadow King y Black Sheep. En la actualidad, lidera The Lou Gramm Band.
En Rochester también nació Kim Gordon, vocalista, guitarrista y bajista del grupo de no wave Sonic Youth.
Otras personalidades destacadas que han nacido o vivido en la ciudad son Susan B. Anthony, Cab Calloway, George Eastman, Renée Fleming, Howard Hanson, Jon Jones, Wang Leehom, Ryan Lochte, Joe Arlauckas, Jenna Marbles, Alisa Weilerstein y Kristen Wiig.

## Hermanamientos
Rochester tiene acuerdos de hermanamiento con once ciudades, como designado por Sister Cities International. Están dedicadas en un puente peatonal sobre el río Genesee, llamado el Puente de las Ciudades Hermanas (oficialmente llamado «Puente de las ciudades hermanas "Frank y Janet Lamb"» desde octubre de 2006, en honor al alcalde Lamb y su esposa, quienes fueron instrumentales en la fundación de Sister Cities International).
- Bamako, Malí
- Caltanissetta, Italia
- Cracovia, Polonia
- Hamamatsu, Japón
- Nóvgorod, Rusia
- Rehovot, Israel
- Rennes, Francia
- San Felipe de Puerto Plata, República Dominicana
- Waterford, Irlanda
- Wurzburgo, Alemania
- Xianyang (Shaanxi), China